# Lepeophtheirus litus
Lepeophtheirus litus is een eenoogkreeftjessoort uit de familie van de Caligidae. De wetenschappelijke naam van de soort is voor het eerst geldig gepubliceerd in 1964 door Lewis A.G..